# Референдум в Германии (1926)
Референдум в Германии 1926 года («Референдум об экспроприации князей»; нем. Volksbegehren und Volksentscheid zur Enteignung der Fürstenvermögen) — первый референдум в истории Германии. Голосование проводилось по вопросу об экспроприации в пользу государства собственности бывших правящих фамилий государственных образований, входивших в состав Германской империи, ликвидированных после Ноябрьской революции и свержения монархии. Прошел 20 июня 1926.

## Политический контекст референдума
Образование в 1871 на базе Северогерманского союза и ряда южнонемецких государств под главенством Пруссии нового централизованного германского государства привело к утрате суверенитета вошедшими в его состав королевствами, княжествами, герцогствами и вольными городами. При этом они сохранились в качестве автономных административно-территориальных образований. Правящие династии в них были сохранены и стали частью общегерманского нобилитета.
Поражение в Первой мировой войне привело к отречению в Германии правящей династии Гогенцоллернов (9 ноября 1918). Вслед за этим республиканское правление было введено и во входивших в её состав территориальных субъектах.
Ноябрьская революция не решила вопрос о собственности бывших правящих фамилий, хотя на территории отдельных земель и принимались акты о её изъятии. Принятая 11 августа 1919 либеральная Веймарская конституция содержала ст. 153, в соответствии с которой конфискация собственности допускалась только в общественных интересах и с компенсацией. Хотя эта законодательная норма не была введена специально для защиты представителей бывших правящих династий, фактически она оградила их от произвольного изъятия собственности. В случае имущественных споров суды, которые в основном сохранились со времен империи, принимали сторону собственников. В условиях разрушенных в результате войны финансов, гиперинфляции, необходимости выплаты репараций, вопрос о компенсациях всерьез не поднимался.

## Инициирование референдума
В 1919—1926 Коммунистическая партия Германии и Социал-демократическая партия неоднократно ставили вопрос о конфискации имущества бывших правящих домов без компенсации, вносили соответствующие законопроекты в Рейхстаг. Каждый раз эти инициативы встречали жесткую оппозицию со стороны Немецкой демократической партии, Партии центра и Немецкой национальной народной партии, которые считали их покушением на права собственности. Монархическая Немецкая народная партия также высказывалась против.
В 1926 коммунисты и социалисты, сформировавшие комитет под руководством экономиста Роберта Рене Кучинского, организовали кампанию по сбору подписей за проведение общенационального референдума по этому вопросу под лозунгом «Ни пфеннига князьям!» После того, как они предъявили 30 тыс. подписей, в соответствии со ст. 73 Конституции референдум был назначен.

## Результаты голосования
Большинство граждан, пришедших на избирательные участки, утвердительно ответили на поставленный вопрос. Однако, в соответствии с Конституцией, для принятия положительного решения было необходимо, чтобы «за» проголосовало абсолютное большинство зарегистрированных избирателей. После подведения итогов выяснилось, что большинство граждан проигнорировали референдум и непосредственных правовых последствий он не имел.